# Corypha taliera
Espèce
Classification phylogénétique
Statut de conservation UICN

 EW  : Éteint à l'état sauvage
Corypha taliera est une espèce de plantes de la famille des Arecaceae (palmiers). Elle est considérée comme éteint à l'état sauvage[réf. nécessaire]. Elle a été découverte par le botaniste écossais William Roxburgh.

## Description
Il a un tronc rugueux, gris-brun sans cicatrices foliaires évidentes et des feuilles massives partiellement segmentées, palmées. C'est l'une des plus grandes feuilles palmées de toute plante.

## Culture
Cette plante préfère une position ensoleillée et chaude  avec beaucoup d'eau. Sa croissance est moyennement lente.